# Сен-Симон (Эна)
Сен-Симо́н (фр. Saint-Simon) — коммуна на севере Франции, регион О-де-Франс, департамент Эна, округ Сен-Кантен, кантон Рибмон. Расположена в 15 км к юго-западу от Сен-Кантена и в 42 км к северо-западу от Лана, в 1 км от автомагистрали А26 «Англия», на правом берегу реки Сомма.
Население (2018) — 639 человек.

## Население
| 1962 | 1968 | 1975 | 1982 | 1990 | 1999 | 2018 |
| ---- | ---- | ---- | ---- | ---- | ---- | ---- |
| 606  | 564  | 530  | 600  | 687  | 653  | 639  |

## Экономика
Уровень безработицы (2017) — 14,5 % (Франция в целом — 13,4 %, департамент Эна — 17,8 %). 

Среднегодовой доход на 1 человека, евро (2018) — 20 850 (Франция в целом — 21 730, департамент Эна — 19 690).
В 2010 году среди 422 человек трудоспособного возраста (15-64 лет) 307 были экономически активными, 115 — неактивными (показатель активности — 72,7 %, в 1999 году было 68,6 %). Из 307 активных жителей работали 259 человек (138 мужчин и 121 женщина), безработных было 48 (23 мужчины и 25 женщин). Среди 115 неактивных 24 человека были учениками или студентами, 58 — пенсионерами, 33 были неактивными по другим причинам.